# Solveig Gladtvedt
Solveig Gladtvedt var en norsk skådespelare. Gladtvedt spelade under 1910-talet huvudrollen i två stumfilmer regisserade av Ottar Gladvedt: Overfaldet paa postaapnerens datter (1913, rollen som brevbärarens dotter Ingrid) och Revolutionens datter (1918, rollen som Claire Staalhammer).

## Filmografi
- 1913 – Overfaldet paa postaapnerens datter
- 1918 – Revolutionens datter